# Miss Tibet

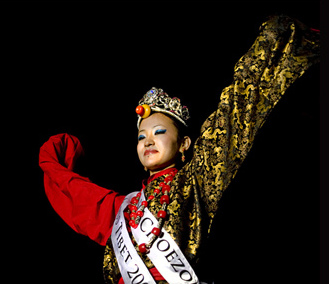
Tenzin Choezom, Miss Tibet 2009

Miss Tibet è un concorso di bellezza che viene organizzato annualmente a Dharamshala in India dalla Lobsang Wangyal Productions. La prima edizione del concorso si è tenuta ad ottobre 2002
Lo scopo del concorso è fornire un palcoscenico per le giovani donne tibetane "per dimostrare l'intera gamma dei loro talenti e dei loro interessi", e per fornire "modelli da seguire per le giovani generazioni, che siano portavoce della loro cultura."
La vincitrice del concorso ha la possibilità di prendere parte ad alcuni importanti concorsi di bellezza internazionali come Miss Terra (2006 e 2007) o Miss Tourism International (2003 e 2006). Tashi Yangchen, Miss Tibet 2004 fu espulsa da Miss Tourism Queen per pressioni da parte della Cina.

## Albo d'oro
| Anno | Vincitrice          |
| ---- | ------------------- |
| 2011 | Tenzin Yangkyi      |
| 2010 | Tenzin Norzom       |
| 2009 | Tenzin Choezomment. |
| 2008 | Sonam Choedon       |
| 2007 | Tenzin Dolma        |
| 2006 | Tsering Chungtak    |
| 2005 | Tenzin Nyima        |
| 2004 | Tashi Yangchen      |
| 2003 | Tsering Kyi         |
| 2002 | Dolma Tsering       |